# Parc des Sévines
Le parc des Sévines est un espace vert d'un peu plus de 12 hectares qui se situe sur le territoire de la commune de Gennevilliers. 

## Situation et desserte
Le parc est principalement accessible depuis la gare de Gennevilliers de la ligne C du RER et par la ligne de tramway T1.